# Muzieksmurf
Muzieksmurf is een van de vaste personages uit het universum van de Smurfen, bedacht door de Belgische striptekenaar Peyo. Hij komt zowel voor in de oorspronkelijke stripserie van Peyo als in de hierop gebaseerde tekenfilms.

## Verhaallijnen
Hij is, zoals zijn naam aangeeft, een Smurf met een sterke voorliefde voor muziek maken. Kenmerkend aan hem is vooral dat hij steevast een trompet bij zich heeft. Zelf denkt hij hierop uitstekend te kunnen spelen, maar de andere Smurfen denken daar duidelijk anders over. Muzieksmurf speelt soms zo vals dat het spontaan begint te regenen.

## Tekenfilms
De stem van Muzieksmurf in de televisieserie De Smurfen werd in de originele Engelstalige versie ingesproken door Hamilton Camp. Paul van Gorcum deed dit in de Nederlandse versie.

## In andere talen
- Engels: Harmony Smurf
- Frans: Schtroumpf Musicien